# Mathias Fischer (Basketballtrainer)
Mathias Fischer (* 30. Juli 1971 in Koźle) ist ein deutscher Basketballspieler und -trainer polnischer Herkunft.

## Ausbildung
Nach seinem Abitur in Bonn absolvierte Fischer ein Diplom-Studium an der Deutschen Sporthochschule in Köln, das er in den Jahren 2003 bis 2005 durch ein Studium an der Trainerakademie Köln mit dem Abschluss als staatlich anerkannter Diplom-Basketball-Trainer ergänzte.

## Sportliche Laufbahn
Als Spieler wurde der 1,88 Meter große Fischer als Flügelspieler eingesetzt, unter anderem spielte er zusammen mit Arvid Kramer und Eric Taylor bei den Vorgängermannschaften der Telekom Baskets Bonn (BG Bonn 92 und Post SV Telekom Bonn) in der 2. Bundesliga.
Seine Trainerlaufbahn begann Fischer bei Fortuna Bonn und beim BG Rentrop Bonn als Assistent beim Damen-Zweitligisten an der Seite von Trainerin Anna Stammberger. Danach war er Assistenztrainer beim Herren-Zweitligisten TV Rhöndorf. Auf Bundesebene war er Co-Trainer in den Spielzeiten 2000/01 und 2002/03 bei der deutschen U20-Nationalmannschaft und 2001/02 und 2003/04 bei der A2-Nationalmannschaft. In der Basketball-Bundesliga assistierte er in der Saison 2003/04 bei Brandt Hagen und 2004/05 bei RheinEnergie Köln. Das erste Mal als Cheftrainer wurde Fischer in der Saison 2006/07 als Nationaltrainer von Luxemburg beschäftigt und errang mit seiner Mannschaft den zweiten Platz bei den „Spielen der kleinen Länder“. In der Spielzeit 2007/08 betreute er die Black Star Mersch aus Luxemburg, 2008/09 die Kelag Wörthersee Piraten Klagenfurt in der österreichischen Admiral Basketball Bundesliga (ABL). Drei Spielzeiten und am erfolgreichsten war Fischer anschließend bei den Allianz Swans Gmunden, er gewann 2010 mit den Oberösterreichern die Meisterschaft, den Supercup und den österreichischen Pokal. Fischer wurde als bester Trainer der Saison 2009/10 in der österreichischen Bundesliga ausgezeichnet. 2011 folgten neben dem Supercup erneut der Pokal, erst im Finale ging der Kampf um die Meisterschaft verloren. In Fischers drittem Jahr bei Gmunden gewannen die Swans 2012 noch den Pokal sowie den Supercup.
Zur Spielzeit 2012/13 verpflichtete ihn der deutsche Bundesligist Gießen 46ers. Am 13. März 2013 holte der Deutsche Basketball Bund Fischer als Bundestrainer für die A2-Nationalmannschaft, die er im Juli 2013 ursprünglich zur Universiade im russischen Kasan begleiten sollte. Am 5. Juni wurde Fischer allerdings als neuer Trainer der Telekom Baskets Bonn verpflichtet, so dass er den Trainerposten in der A2-Nationalmannschaft aufgab, um sich voll seiner neuen Tätigkeit widmen zu können. Nach Ablauf der Spielzeit 2014/15 verlängerte Fischer seinen Vertrag in Bonn bis zum Sommer 2017. Nach einer Serie von wettbewerbsübergreifend 14 Niederlagen in Folge wurde Fischer im Dezember 2015 von seinen Aufgaben in Bonn freigestellt.
Am 9. August 2016 wurde bekannt, dass Mathias Fischer als Trainer in Polen bei Turów Zgorzelec unter Vertrag genommen wurde. Der Co-Trainer an seiner Seite hieß Michael Claxton. Im März 2017 wurde Fischer (wie bereits 2013) zusätzlich Cheftrainer der deutschen A2-Nationalmannschaft und betreute die Auswahl unter anderem bei der Sommer-Universiade 2017 in Taipeh, wo sie als deutsche Studentennationalmannschaft teilnahm. Im November 2017 wurde er unter Bundestrainer Henrik Rödl Co-Trainer bei der deutschen A-Nationalmannschaft. Ende November 2017 verließ Fischer Turów Zgorzelec und wurde Cheftrainer des Bundesligisten Walter Tigers Tübingen. Doch auch unter Fischer wollte sich bei den Tübingern kein sportlicher Erfolg einstellen und so stieg die Mannschaft frühzeitig als Tabellenletzter in die ProA ab. Im Mai 2018 gab der Club die Trennung von Mathias Fischer bekannt.
Zur Saison 2018/19 wurde Mathias Fischer in Macau Co-Trainer der Macau Black Bears in der grenzübergreifenden südostasiatischen Liga ABL. Hernach wechselte er nach Japan und übernahm das Cheftraineramt bei der Mannschaft Nishinomiya Storks. Diese Aufgabe übte er drei Jahre aus. Im Sommer 2022 nahm Fischer in Japan das Traineramt bei Osaka Evessa an. Nach zwei Jahren in Osaka wechselte er im Sommer 2024 zu den Kaohsiung Aquas nach Taiwan.

## Auszeichnungen
2010 und 2012 wurde Mathias Fischer in Österreich zum Basketballtrainer des Jahres gewählt.